# Engelsk-ryska ententen
Den engelsk-ryska ententen eller engelsk-ryska konventionen var en överenskommelse mellan Ryssland och Storbritannien som ingicks den 31 augusti 1907 i Sankt Petersburg. I avtalet (som egentligen var tre separata avtal, ett för varje land) kom länderna överens om hur deras koloniala intressen skulle lösas i Persien (Iran), Afghanistan och Tibet. Avtalet delade upp Persien i intressesfärer, uppgav att inget av länderna skulle blanda sig i Tibets interna angelägenheter, samt erkände Storbritanniens inflytande över Afghanistan. Överenskommelsen ledde till trippelententen.
Bakgrunden till avtalet kan spåras tillbaka till de motsättningar mellan Storbritannien och Ryssland som funnits i Asien sedan 1830-talet, en kamp som kom att kallas "det stora spelet". I slutet av 1800-talet och början av 1900-talet hade Storbritannien stridit i det andra boerkriget, en erfarenhet som man ville undvika. Det brittiska resonemanget var att det var billigare med diplomati jämfört med krig.
I Persien hade Ryssland 1901 öppnat två konsulat och investerat i den persiska järnvägen. Det fanns även starka ekonomiska intressen från rysk sida i landet eftersom Persien var en viktig exportmarknad. Resultatet av ententen blev att Persien delades in i en stor rysk zon i norr, två mindre neutrala zoner och en brittisk zon i syd.
Gällande Afghanistan hade Storbritannien intressen av att kontrollera landet eftersom det innebar tillgång till Indien. Ryssland å sin sida bekymrade sig över gränsområdet där man såg problem med kriminalitet, flyktingar och sjukdomar.